# ریمون سوونی
ریمون سوونی (فرانسوی: Raymond Suvigny‎؛ ۲۱ ژانویه ۱۹۰۳ – ۲۶ اکتبر ۱۹۴۵) وزنه‌بردار اهل فرانسه بود.
وی در مسابقات کشوری و بین‌المللی در مجموع برندهٔ ۱ مدال طلا شده‌است.